# Bernhard Pfletschinger
Bernhard Pfletschinger (* 18. August 1946 in Mühlacker; † 3. Juli 2024) war ein deutscher Featureautor und Dokumentarfilmer.

## Leben
Pfletschinger studierte von 1966 bis 1972 Neuere Geschichte in München und Rom und nahm anschließend zunächst eine Lehrtätigkeit im Auftrag des italienischen Generalkonsulats in München wahr; 1980 promovierte er in Italien an der Universität Urbino. Von 1979 bis 1981 arbeitete er als Regieassistent beim WDR und WWF. Er war als freier Autor von Hör- und Fernsehspielen und seit 1984 auch als Drehbuchautor und Regisseur von Dokumentarfilmen tätig.
Seit 2003 hatte Pfletschinger außerdem einen Lehrauftrag am Institut für Medien- und Kulturwissenschaft der Heinrich-Heine-Universität in Düsseldorf inne; im April 2011 wurde er dort zum Honorarprofessor ernannt.

## Auszeichnungen (Auswahl)
- Adolf-Grimme-Preis mit Silber für das Drehbuch Der Drücker, zusammen mit Uwe Frießner und Andreas Buttler (ZDF, 1987)[2]
- CIRCOM Regional für das europäische Kulturmagazin Alice[2]
- CIRCOM Regional für die WDR-Sendereihe Europa-Platz[2]
- Preis des Weltverbandes der Museen (ICOM) für den Magazin-Beitrag Europa, Europa (WDR/3SAT, 1996)[2]
- Adolf-Grimme-Preis-Nominierung für Prozess gegen das Schweigen – Der Fall des Enrico Mattei, 2002

## Werke (Auswahl)
Filme
- Das Mafia-Paradies – Kuba vor der Revolution 1959 (2012)
- Mörderische Gesellschaften – Eine Geschichte der Mafia (2011)
- Strom für Deutschland – 100 Jahre Stromwirtschaft (WDR)
- Beppe Grillo – Der Öko-Komiker (WDR/RAI)
- Italiens blutiges Staatsgeheimnis
- Prozess gegen das Schweigen – Der Fall des Enrico Mattei
- Operation Sunrise
- Roma barocca
- Nacht ohne Morgen – Edgar Hilsenrath
- Wie (beinahe) das Bier aus Dortmund verschwand
- Der Drücker

Hörspiele
- Transit (1983, nach Anna Seghers; Regie: Wolf Euba)
- Der Dissident (1986, Produktion des WDR)

Radiofeatures
- Die Drückerin (Februar 2011, Dokumentation über die Praxis von Drückerkolonnen im Auftrag von Tierschutzorganisationen; Produktion des WDR für das ARD Radiofeature)[4]

- Mafia? bei uns doch nicht – Der Siegeszug der ´Ndrangheta im Norden (März 2020)[5]